# Pałac Październikowy
Pałac Październikowy (ukr. Жовтневий палац), oficjalnie jako Międzynarodowe Centrum Kultury i Sztuki (ukr. Міжнародний центр культури і мистецтв) – zabytkowy budynek znajdujący się w centrum Kijowa. Wzniesiony w 1842 według projektu włoskiego architekta Wincentego Berettiego, stanowi jeden z najbardziej charakterystycznych przykładów monumentalnej architektury XIX wieku w Ukrainie.

## Historia

### Instytuty Szlachetnie Urodzonych Panien
Początkowo budynek pełnił funkcję edukacyjną jako siedziba Kijowskiego Instytutu Szlachetnie Urodzonych Panien. Był to elitarny ośrodek kształcenia młodych kobiet z wyższych sfer, gdzie obok tradycyjnej edukacji kładziono nacisk na wychowanie moralne i estetyczne. Instytut odgrywał ważną rolę w formowaniu przyszłych nauczycielek, guwernantek i opiekunek dzieci w rodzinach szlacheckich i kupieckich.

### Okres sowiecki i II wojna światowa
Po rewolucji październikowej w 1917 budynek przeszedł w ręce władz radzieckich. W latach 30. XX wieku stał się siedzibą lokalnego oddziału NKWD. W tym okresie jego podziemia były miejscem brutalnych przesłuchań, tortur oraz egzekucji wielu ukraińskich intelektualistów, pisarzy i artystów. Ciała ofiar potajemnie wywożono do lasu w Bykowni – miejsca zbiorowych pochówków.
W czasie II wojny światowej budynek został zajęty przez gestapo. Pomimo licznych bombardowań i pożarów, gmach przetrwał wojnę, choć z widocznymi zniszczeniami.

### Odbudowa i przekształcenie w centrum kultury
W 1952 rozpoczęto gruntowną odbudowę, która trwała do 1958. W jej trakcie odnaleziono m.in. spalone szczątki ludzkie oraz pozostałości dawnych cel i pomieszczeń przesłuchań. Prace rekonstrukcyjne prowadzili wybitni artyści i pisarze, m.in. Maksym Rylski, Andrij Małyszko i Wołodymyr Sosiura.
24 grudnia 1957 budynek został ponownie otwarty, tym razem jako instytucja kulturalna. Od tego czasu odbyły się w nim tysiące wydarzeń artystycznych i koncertów, czyniąc go ważnym ośrodkiem życia kulturalnego Ukrainy.
W Pałacu goszczono wiele znanych osobistości, w tym m.in. Jurija Gagarina. W nim w 1965 władze Kijowa odbierały również medal Złotej Gwiazdy oraz tytuł miasta-bohatera ZSRR.

### Współczesność
Obecnie Pałac Październikowy nosi oficjalną nzwę Międzynarodowego Centrum Kultury i Sztuki. Mieści liczne zespoły artystyczne, szkoły i studia muzyczne. Działa również Narodowa Opera Studyjna.
Na scenie Pałacu organizowane są międzynarodowe konkursy, festiwale, przedstawienia teatralne i koncerty. Działa także biblioteka licząca ponad 70 tysięcy woluminów.
Budynek jest obecnie własnością Federacji Związków Zawodowych Ukrainy.